# Chiesa di Santa Chiara (Santa Fiora)
La chiesa di Santa Chiara è un edificio sacro situato a Santa Fiora.

## Storia e descrizione
Fu edificata nel 1705.
Ha la facciata a capanna con lesene ai lati e portale con timpano triangolare che immette in un ambiente ad aula dove spicca un altare ligneo con un dipinto purista raffigurante i Santi Chiara e Francesco posti di fronte ad una bifora decorata dallo stemma Sforza.
Nella cappella retrostante è conservato un Crocifisso ligneo cinquecentesco  assai venerato e portato in processione ogni 3 maggio, che si ritiene sia appartenuto a suor Passitea Crogi, religiosa che nel 1610-1612 fondò l'attiguo convento delle Cappuccine, soppresso una prima volta verso il 1770 e, dopo il ripristino, chiuso definitivamente nel 1991. Dall'11 ottobre 2003, la chiesa di Santa Chiara è stata intitolata anche al Santissimo Crocifisso e riconosciuta come santuario dal vescovo Mario Meini.

## Altre immagini

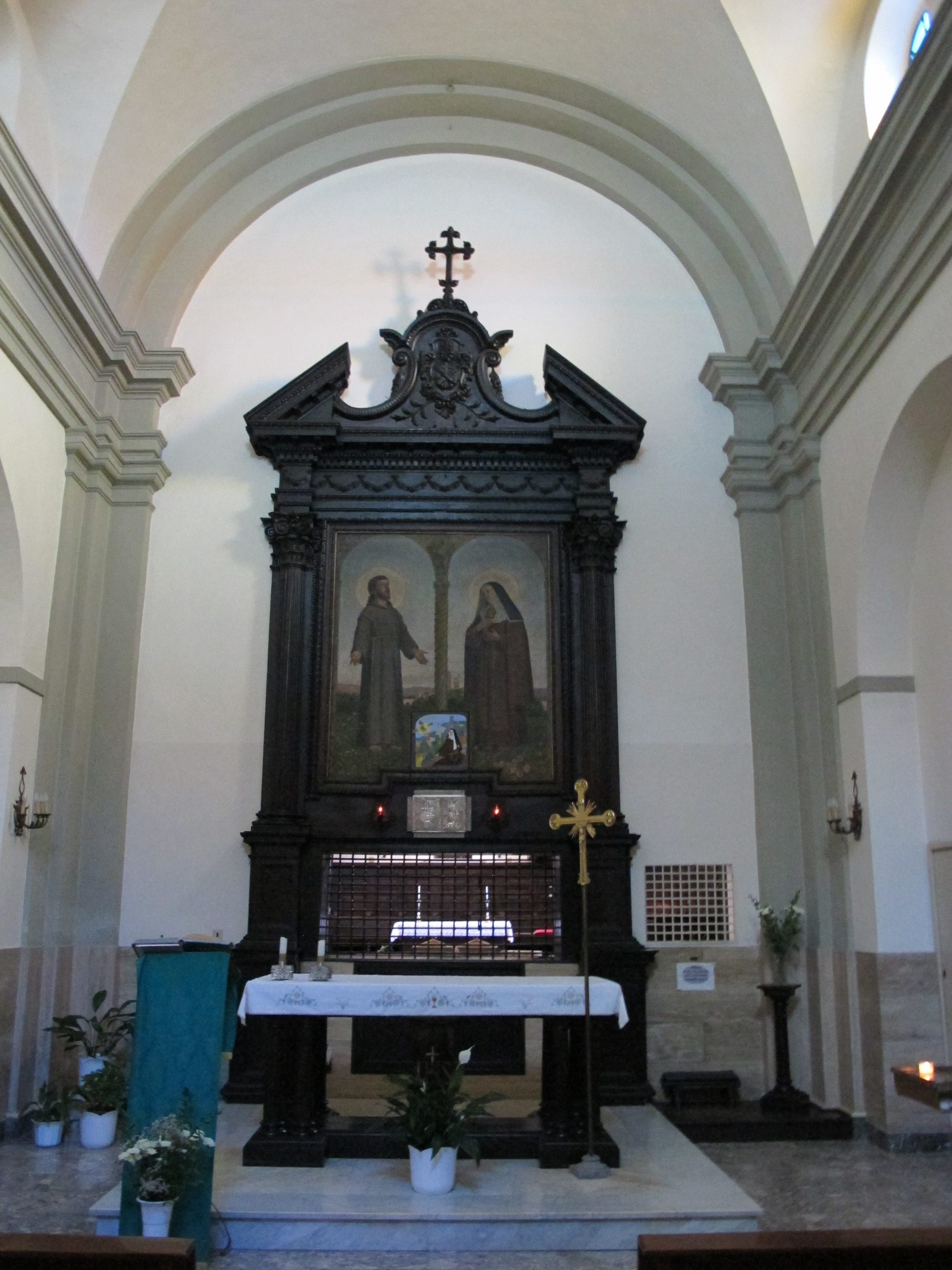
Interno
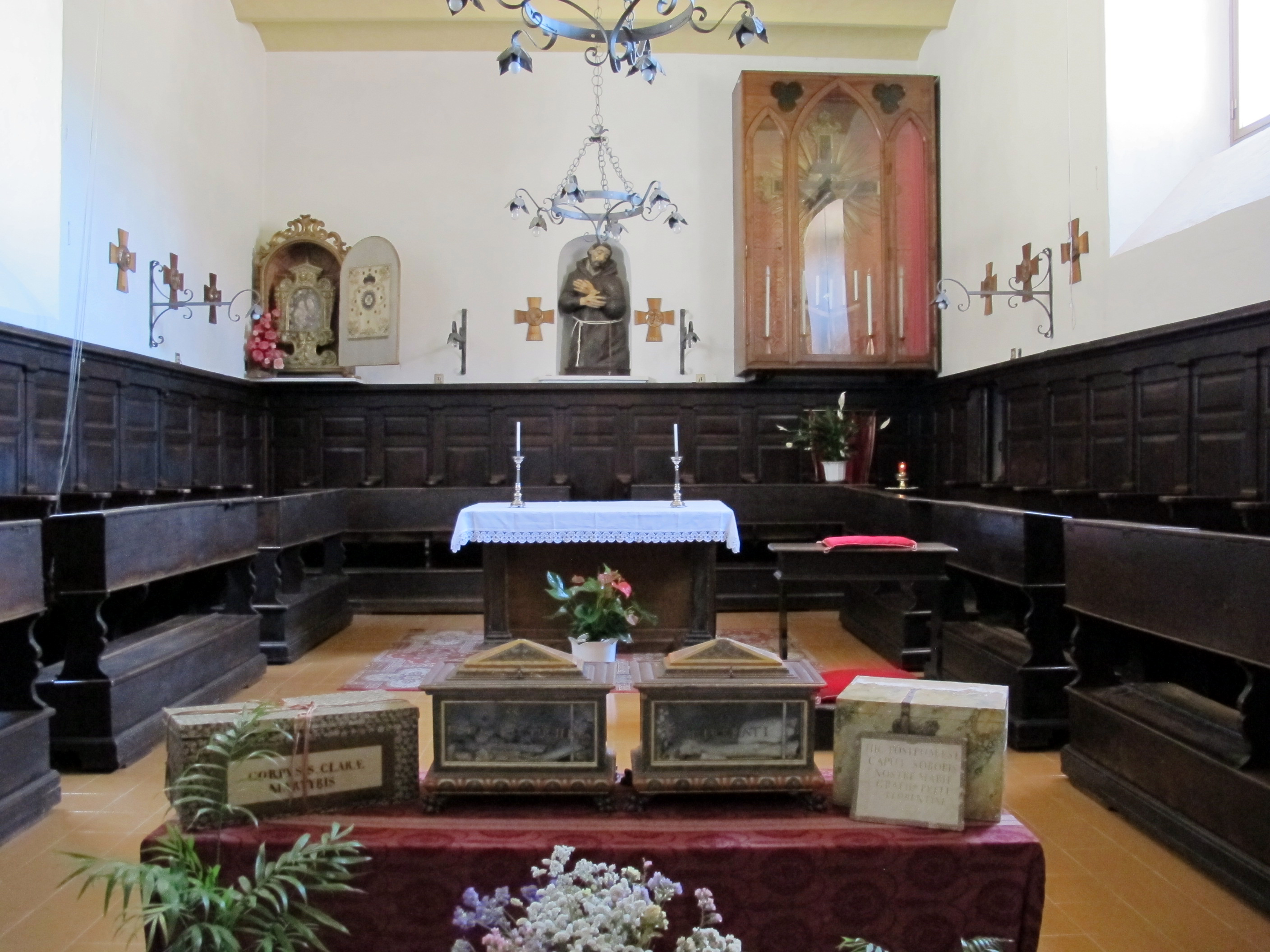
Il coro delle monache
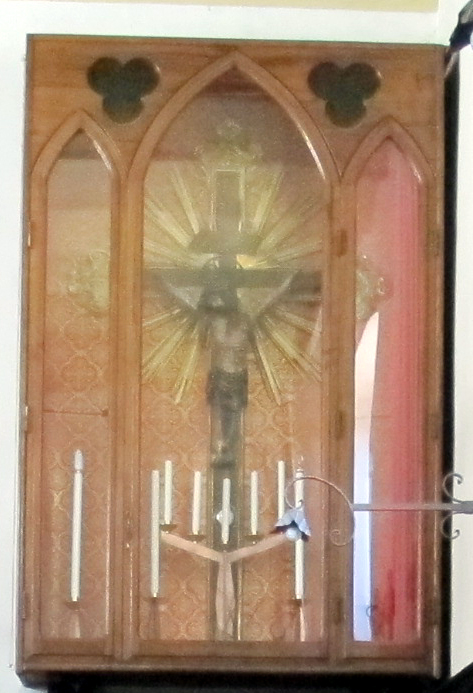
Il crocifisso ligneo